# Heinrich Hug

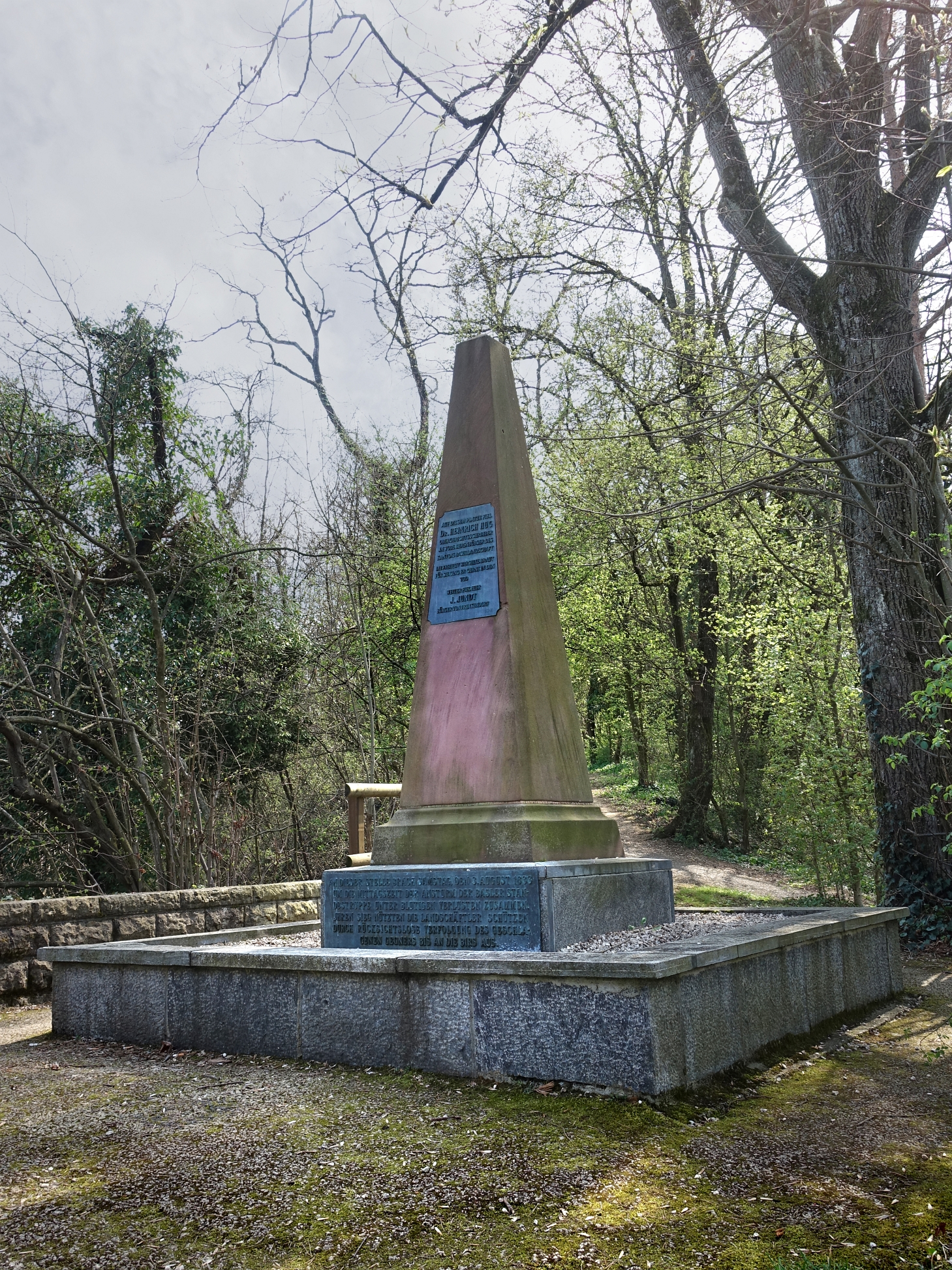
Denkmal Hülftenschanz

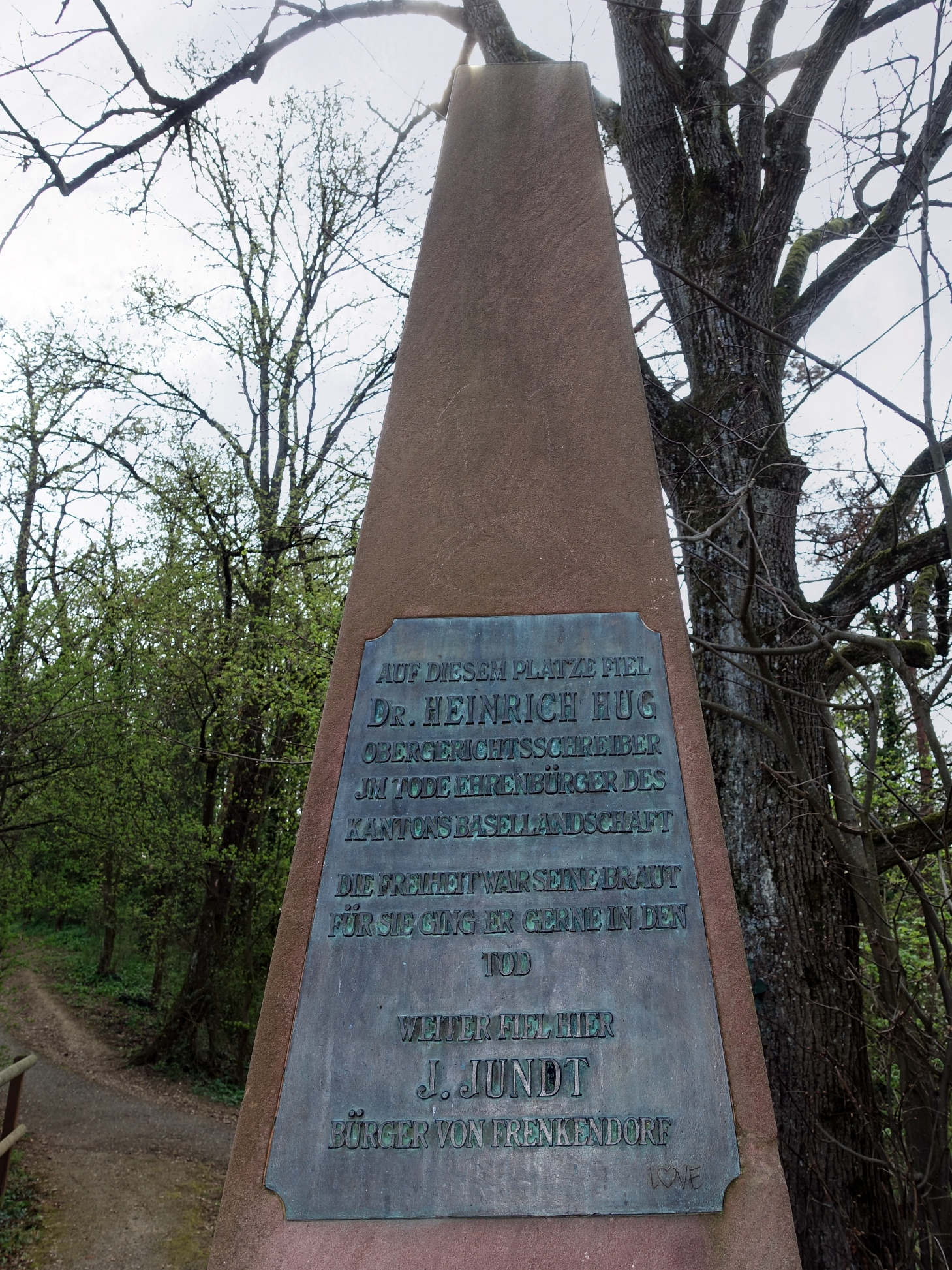
Inschrift

Heinrich Hug (* 1. September 1803 in Thalwil; † 3. August 1833 in Frenkendorf) war der erste Ehrenbürger des Kantons Basel-Landschaft.
Der Sohn eines Pfarrers aus dem Kanton Zürich war Obergerichtsschreiber des jungen Kantons Basel-Landschaft und bereits als Ehrenbürger vorgeschlagen. In der Schlacht an der Hülftenschanz während der Basler Kantonstrennung starb er im Gefecht mit Truppen des Kantons Basel-Stadt. Sein Ehrenbürgerrecht konnte ihm deshalb erst postum erteilt werden.
Eine Schriftplatte am Hülftendenkmal erinnert an ihn mit der Inschrift:
Auf diesem Platze fiel

Dr. Heinrich Hug

Obergerichtsschreiber

im Tode Ehrenbürger des

Kantons Basellandschaft

Die Freiheit war seine Braut

für sie ging er gerne in den

Tod